# Vaxoncourt
Vaxoncourt est une commune française située dans le département des Vosges, en région Grand Est.
Ses habitants sont appelés les Vaxoncourtois ou les Vaxoncurtiens.

## Géographie
Le village est arrosé (et parfois inondé dans sa partie basse) par le Durbion.
| Châtel-sur-Moselle |                  | Zincourt         |
| Nomexy             | Vaxoncourt       | Pallegney        |
| Igney              | Capavenir Vosges | Capavenir Vosges |

### Hydrographie et les eaux souterraines
Hydrogéologie et climatologie : Système d’information pour la gestion des eaux souterraines du bassin Rhin-Meuse :
Territoire communal : Occupation du sol (Corinne Land Cover); Cours d'eau (BD Carthage),
Géologie : Carte géologique; Coupes géologiques et techniques,
 Hydrogéologie : Masses d'eau souterraine; BD Lisa; Cartes piézométriques.
La commune est située dans le bassin versant du Rhin au sein du bassin Rhin-Meuse. Elle est drainée par la Moselle, le Durbion et le ruisseau des Etangs du Bois de la Fourche,.
La Moselle, d’une longueur totale de 560 kilomètres, dont 315 kilomètres en France, prend sa source dans le massif des Vosges au col de Bussang et se jette dans le Rhin à Coblence en Allemagne.
Le Durbion, d'une longueur totale de 35,1 km, prend sa source dans la commune de Méménil et se jette  dans la Moselle à Châtel-sur-Moselle, après avoir traversé douze communes.

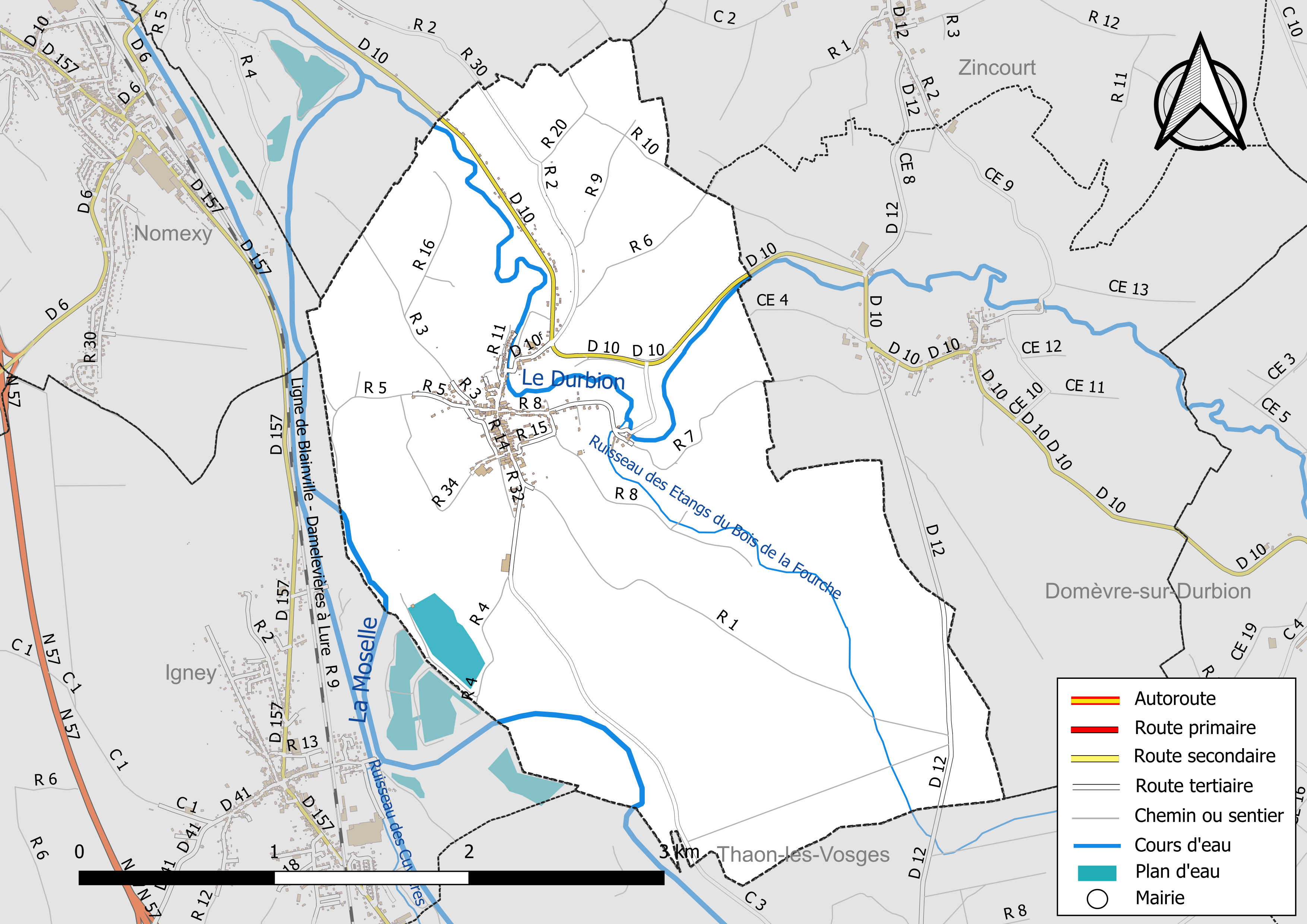
Réseaux hydrographique et routier de Vaxoncourt.

La qualité des cours d’eau peut être consultée sur un site dédié géré par les agences de l’eau et l’Agence française pour la biodiversité.

### Climat
Pour des articles plus généraux, voir Climat du Grand Est et Climat des Vosges.
En 2010, le climat de la commune est de type climat des marges montargnardes, selon une étude du Centre national de la recherche scientifique s'appuyant sur une série de données couvrant la période 1971-2000. En 2020, Météo-France publie une typologie des climats de la France métropolitaine dans laquelle la commune est exposée à un climat semi-continental et est dans la région climatique  Lorraine, plateau de Langres, Morvan, caractérisée par un hiver rude (1,5 °C), des vents modérés et des brouillards fréquents en automne et hiver. 
Pour la période 1971-2000, la température annuelle moyenne est de 9,6 °C, avec une amplitude thermique annuelle de 17 °C. Le cumul annuel moyen de précipitations est de 1 016 mm, avec 12,4 jours de précipitations en janvier et 10,1 jours en juillet. Pour la période 1991-2020, la température moyenne annuelle observée sur la station météorologique de Météo-France la plus proche, « Épinal », sur la commune de Dogneville à 8 km à vol d'oiseau, est de 10,3 °C et le cumul annuel moyen de précipitations est de 907,0 mm. 
La température maximale relevée sur cette station est de 39,3 °C, atteinte le 25 juillet 2019 ; la température minimale est de −18,9 °C, atteinte le 12 janvier 1987,,. 
Les paramètres climatiques de la commune ont été estimés pour le milieu du siècle (2041-2070) selon différents scénarios d'émission de gaz à effet de serre à partir des nouvelles projections climatiques de référence DRIAS-2020. Ils sont consultables sur un site dédié publié par Météo-France en novembre 2022.

## Urbanisme

### Typologie
Au 1er janvier 2024, Vaxoncourt est catégorisée commune rurale à habitat dispersé, selon la nouvelle grille communale de densité à sept niveaux définie par l'Insee en 2022.
Elle est située hors unité urbaine. Par ailleurs la commune fait partie de l'aire d'attraction d'Épinal, dont elle est une commune de la couronne,. Cette aire, qui regroupe 118 communes, est catégorisée dans les aires de 50 000 à moins de 200 000 habitants,.

### Occupation des sols
L'occupation des sols de la commune, telle qu'elle ressort de la base de données européenne d’occupation biophysique des sols Corine Land Cover (CLC), est marquée par l'importance des territoires agricoles (53,5 % en 2018), une proportion sensiblement équivalente à celle de 1990 (53,6 %). La répartition détaillée en 2018 est la suivante : 
forêts (30 %), zones agricoles hétérogènes (25,7 %), prairies (20,5 %), milieux à végétation arbustive et/ou herbacée (9,9 %), terres arables (7,3 %), zones urbanisées (3,3 %), eaux continentales (3,1 %), mines, décharges et chantiers (0,2 %). L'évolution de l’occupation des sols de la commune et de ses infrastructures peut être observée sur les différentes représentations cartographiques du territoire : la carte de Cassini (XVIIIe siècle), la carte d'état-major (1820-1866) et les cartes ou photos aériennes de l'IGN pour la période actuelle (1950 à aujourd'hui).

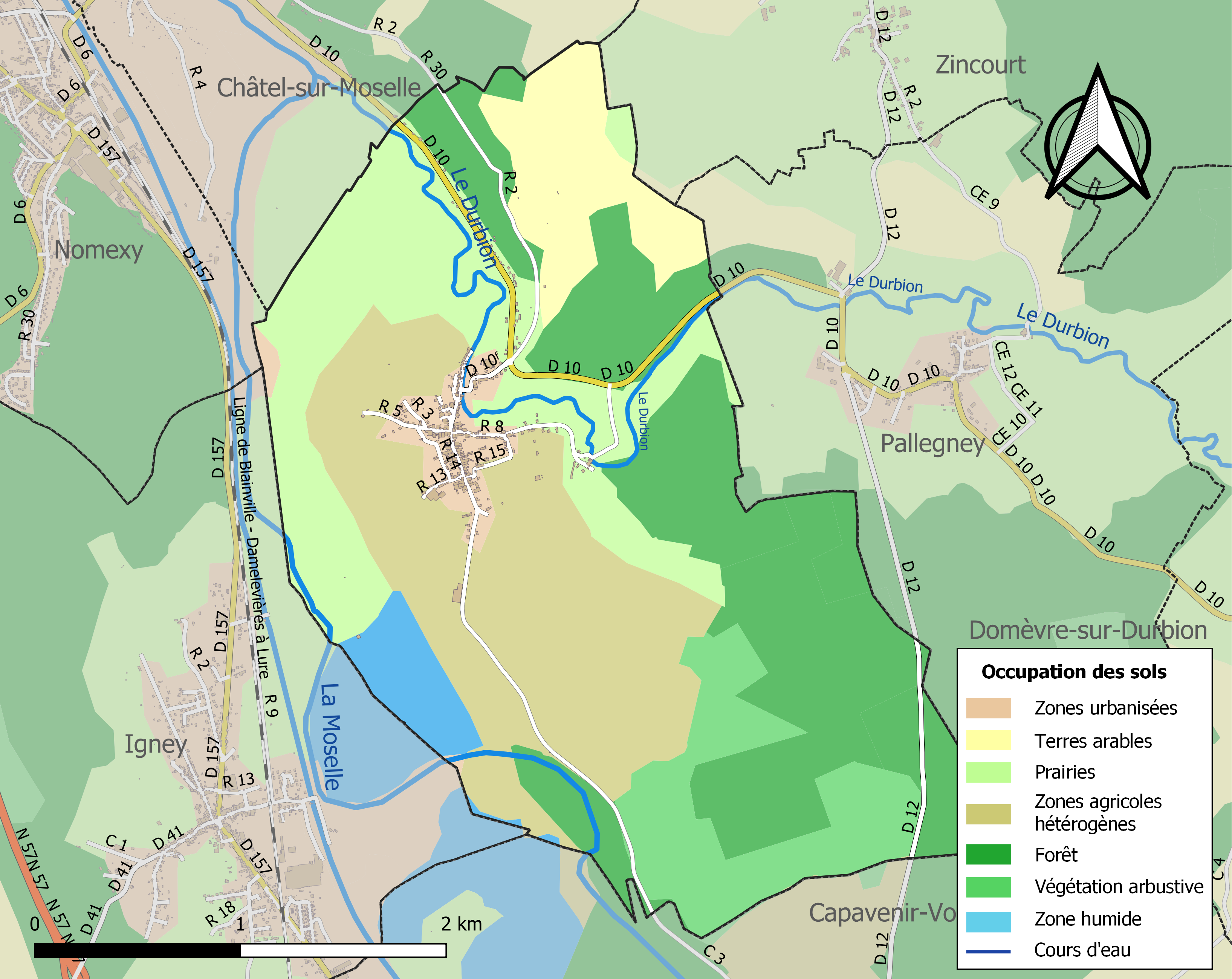
Carte des infrastructures et de l'occupation des sols de la commune en 2018 (CLC).

## Toponymie
Le nom de la localité est attesté sous les formes Wassoncourt (1157) ; Arnaldus de Wassencort (1183) ; Vassoncourt (1203) ; Weixoncourt (1287) ; Wassoncort (XIIIe siècle) ; Waxoncourt (1296) ; Waxoncuria, Wauxoncuria (1402) ; Woxoncourt (1422) ; Waycourt (1423) ; Woixoncourt (1424) ; Wauxoncourt (avant 1459) ; Vaxoncourt (1479) ; Vaxoncourt (1503) ; Vachoncour (1656).

## Histoire
La seigneurie de « Vaconcourt » dépendait de l'évêché de Metz depuis 1287, cédée par Jacques Ier de Bayon soucieux de soulager ses dettes.
Avant la Révolution, plusieurs membres de la famille Jacques furent maires royaux de Vaxoncourt.
Le 30 juin 2007, l'explosion d'une chavande de la Saint-Jean fait plusieurs blessés.

## Politique et administration

### Budget et fiscalité 2022

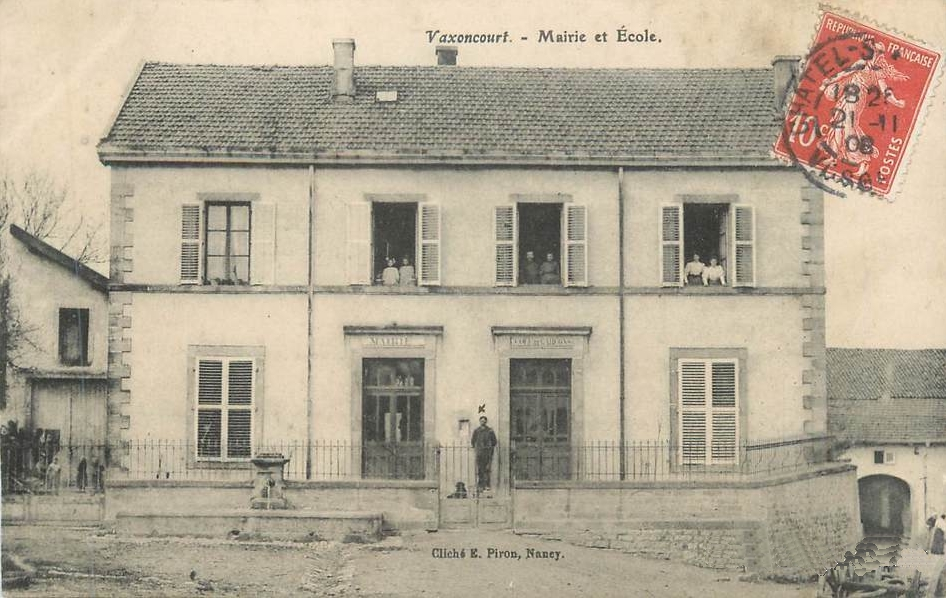
Carte postale de la mairie et de l'école datée de 1908.

En 2022, le budget de la commune était constitué ainsi :
- total des produits de fonctionnement : 368 000 €, soit 815 € par habitant ;
- total des charges de fonctionnement : 262 000 €, soit 582 € par habitant ;
- total des ressources d'investissement : 450 000 €, soit 998 € par habitant ;
- total des emplois d'investissement : 463 000 €, soit 1 026 € par habitant ;
- endettement : 89 000 €, soit 197 € par habitant.

Avec les taux de fiscalité suivants :
- taxe d'habitation : 11,14 % ;
- taxe foncière sur les propriétés bâties : 42,92 % ;
- taxe foncière sur les propriétés non bâties : 19,76 % ;
- taxe additionnelle à la taxe foncière sur les propriétés non bâties : 0,00 % ;
- cotisation foncière des entreprises : 0,00 %.

Chiffres clés Revenus et pauvreté des ménages en 2021 : médiane en 2021 du revenu disponible, par unité de consommation : 22 790 €.

## Économie

### Entreprises et commerces

#### Agriculture
- Culture et élevage associés.
- Élevage d'autres bovins et de buffles.
- Élevage d'ovins et de caprins

#### Tourisme
- Hébergements et restauration à Épinal, Vincey, Rugney.

#### Commerces
- Commerces et services de proximité.

## Liste des maires
| Période                                  | Période   | Identité                   | Étiquette | Qualité               |
| ---------------------------------------- | --------- | -------------------------- | --------- | --------------------- |
| Les données manquantes sont à compléter. |           |                            |           |                       |
|                                          |           | Pierre Micard (1919-2015)  |           |                       |
| mars 2001                                | mars 2008 | Claude Lacroix (1947-2020) |           | Retraité              |
| mars 2008                                | En cours  | Frédéric Dulot             |           | Professeur de faculté |

## Population et société

### Démographie

#### Évolution démographique
L'évolution du nombre d'habitants est connue à travers les recensements de la population effectués dans la commune depuis 1793. Pour les communes de moins de 10 000 habitants, une enquête de recensement portant sur toute la population est réalisée tous les cinq ans, les populations de référence des années intermédiaires étant quant à elles estimées par interpolation ou extrapolation. Pour la commune, le premier recensement exhaustif entrant dans le cadre du nouveau dispositif a été réalisé en 2006.

En 2022, la commune comptait 502 habitants, en évolution de +8,19 % par rapport à 2016 (Vosges : −2,96 %, France hors Mayotte : +2,11 %).
| 1793 | 1800 | 1806 | 1821 | 1831 | 1836 | 1841 | 1846 | 1856 |
| ---- | ---- | ---- | ---- | ---- | ---- | ---- | ---- | ---- |
| 327  | 367  | 402  | 437  | 455  | 499  | 483  | 487  | 508  |

| 1861 | 1866 | 1876 | 1881 | 1886 | 1891 | 1896 | 1901 | 1906 |
| ---- | ---- | ---- | ---- | ---- | ---- | ---- | ---- | ---- |
| 503  | 494  | 463  | 460  | 439  | 445  | 440  | 403  | 424  |

| 1911 | 1921 | 1926 | 1931 | 1936 | 1946 | 1954 | 1962 | 1968 |
| ---- | ---- | ---- | ---- | ---- | ---- | ---- | ---- | ---- |
| 393  | 366  | 374  | 386  | 357  | 369  | 384  | 430  | 392  |

| 1975 | 1982 | 1990 | 1999 | 2006 | 2011 | 2016 | 2021 | 2022 |
| ---- | ---- | ---- | ---- | ---- | ---- | ---- | ---- | ---- |
| 361  | 357  | 418  | 395  | 434  | 520  | 464  | 482  | 502  |

### Enseignement
Établissements d'enseignements :
- Écoles maternelles et primaires à Vaxoncourt, Igney, Thaon-les-Vosges, Châtel-sur-Moselle, Nomexy.
- Collèges à Châtel-sur-Moselle, Thaon-les-Vosges, Golbey, Épinal.
- Lycées à Thaon-les-Vosges, Épinal.

### Santé
Professionnels et établissements de santé :
- Médecins à Girmont, Châtel-sur-Moselle, Nomexy, Thaon-les-Vosges.
- Pharmacies à Châtel-sur-Moselle, Nomexy, Thaon-les-Vosges.
- Hôpitaux à Châtel-sur-Moselle, Thaon-les-Vosges, Golbey, Épinal.

### Cultes
- Culte catholique, Paroisse Saint-Laurent-des-Trois-Rivières[29], Diocèse de Saint-Dié.

## Lieux et monuments

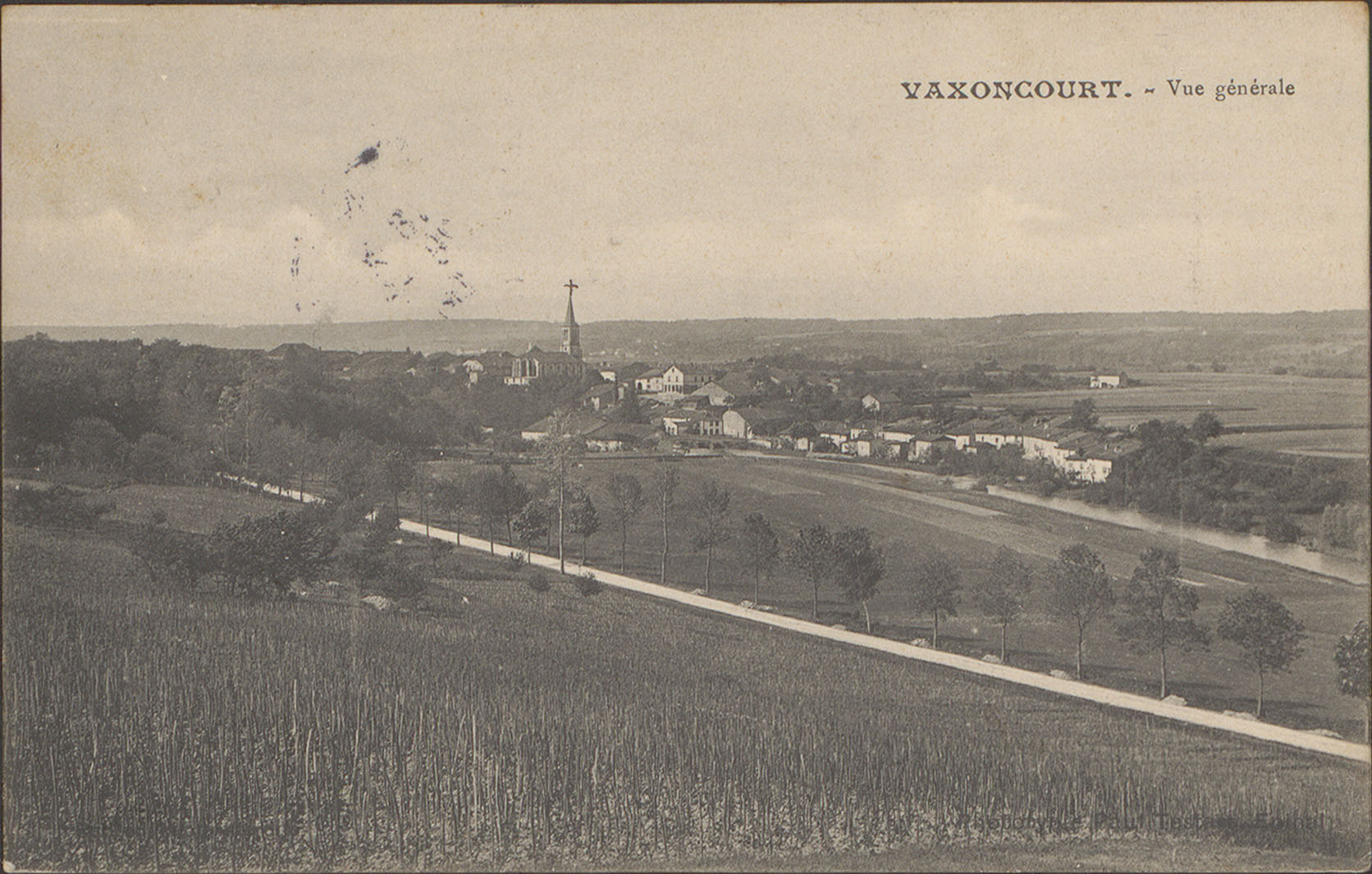
Carte postale représentant une vue générale de Vaxoncourt et du Durbion entre 1880 et 1945.
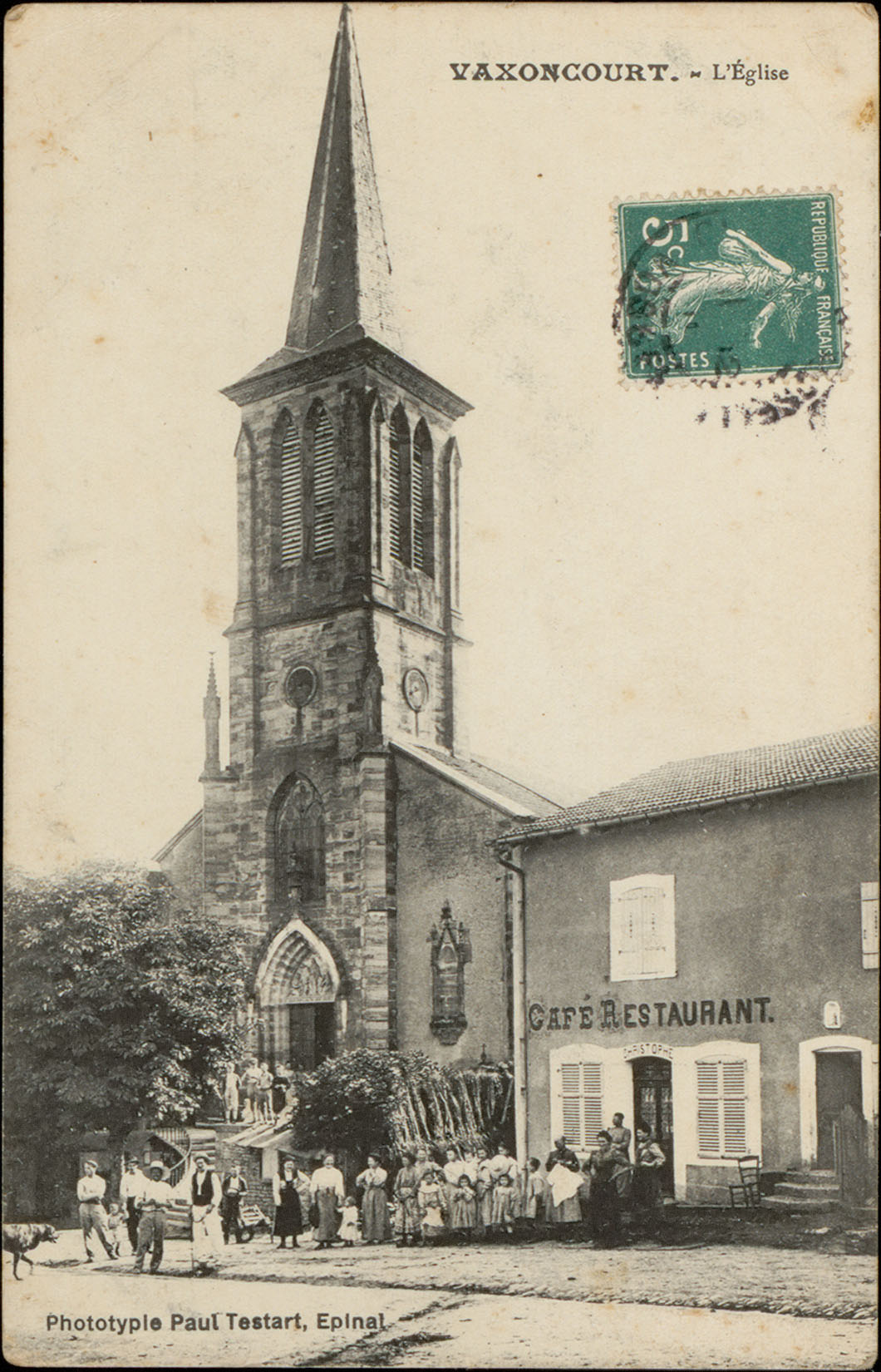
L'église Saint-Martin (carte postale Paul Testart), entre 1880 et 1945.
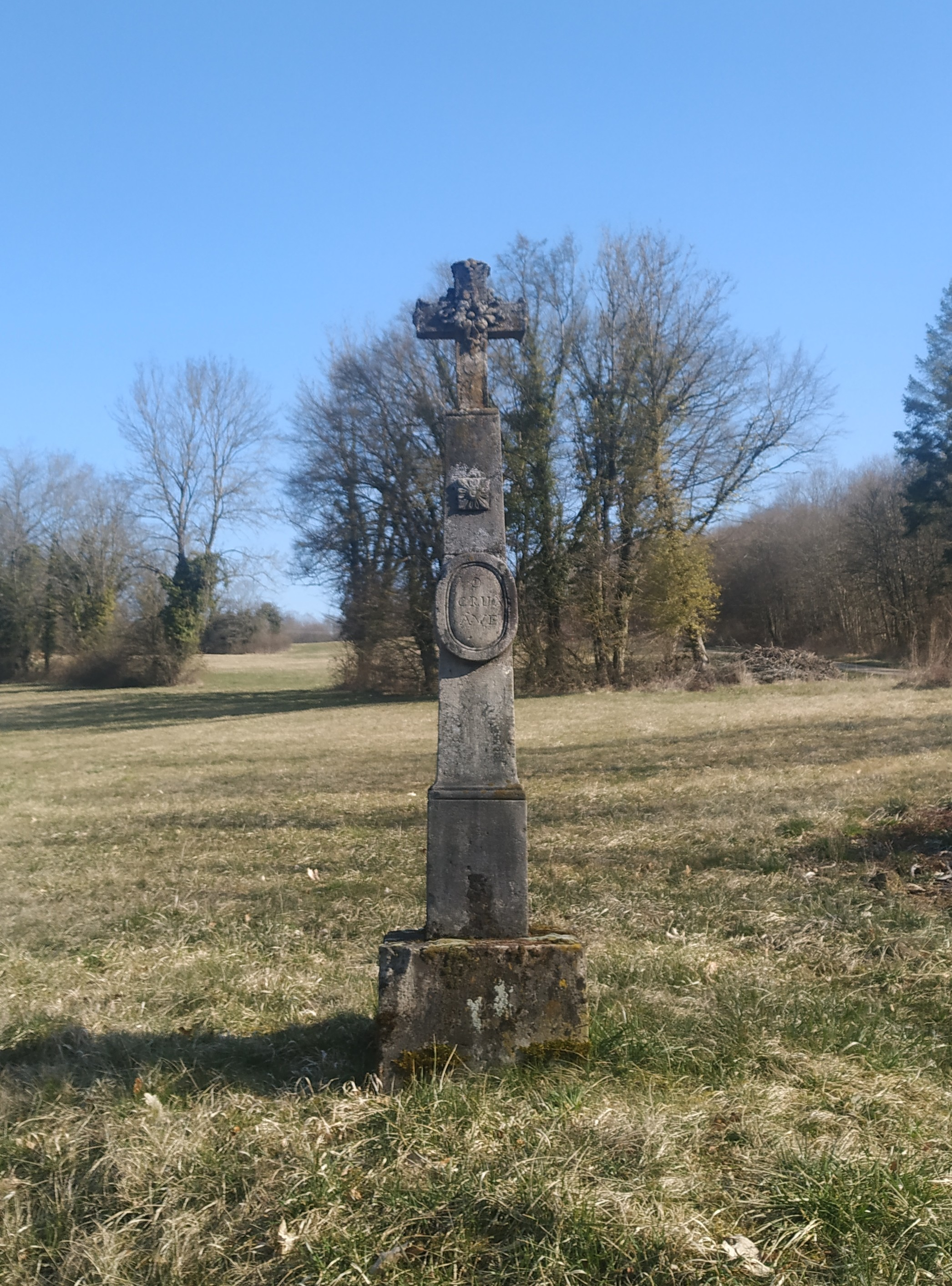
Croix de chemin.

- Église Saint-Martin néogothique de 1868[30].

Ses vitraux de l'Atelier Gabriel Loire. Ceux du chœur sont d'origine et les latéraux ont été remplacés à la suite de la Seconde Guerre mondiale.
- Monument aux morts[32] : Conflit commémoré gerre 1914-1918.
- Moulin à eau[33].
- Pont à quatre arches, en pierre, sur le Durbion, datant de 1804.
- Deux lavoirs[34] : un Chemin du Moulin et l'autre rue du Faubourg[35].
- Borne fontaine près de l’Église[36].
- Les étangs de Vaxoncourt[37].

## Personnalités liées à la commune
- Gertrude Quenouel[38].

## Pour approfondir